# Ringaudas
Ringaudas ist ein männlicher litauischer Vorname, abgeleitet von ring-  + gaud- (gaudyti). Die weibliche Form ist Ringaudė.

## Personen
- Ringaudas Bronislovas Songaila (1929–2019), sowjetlitauischer Politiker